# Gèlèdé
Le Gèlèdé, Gèlèdè, ou Guèlèdé, est une cérémonie pratiquée par la communauté Yoruba-Nago établie dans la région Yoruba-Nago au Bénin, au Nigeria et au Togo, où elle s'organise en sociétés de masques.
Des chants en langue yoruba, de la musique par quatre tam-tam et des danses masquées ont lieu à la fin des récoltes,  et lors d'événements importants comme certaines naissances, certains décès, et mariages ou en cas de sécheresse ou d'épidémie.
Les effets impressionnants de la cérémonie font dire au peuple yoruba que « les yeux qui ont vu le Gèlèdé ont vu le spectacle ultime » (oju to ba ri Gelede, ti de opin iran). « Le patrimoine oral Gèlèdé » a été originellement proclamé en 2001 puis inscrit en 2008 par l'UNESCO sur la liste représentative du patrimoine culturel immatériel de l'humanité .

## Origines

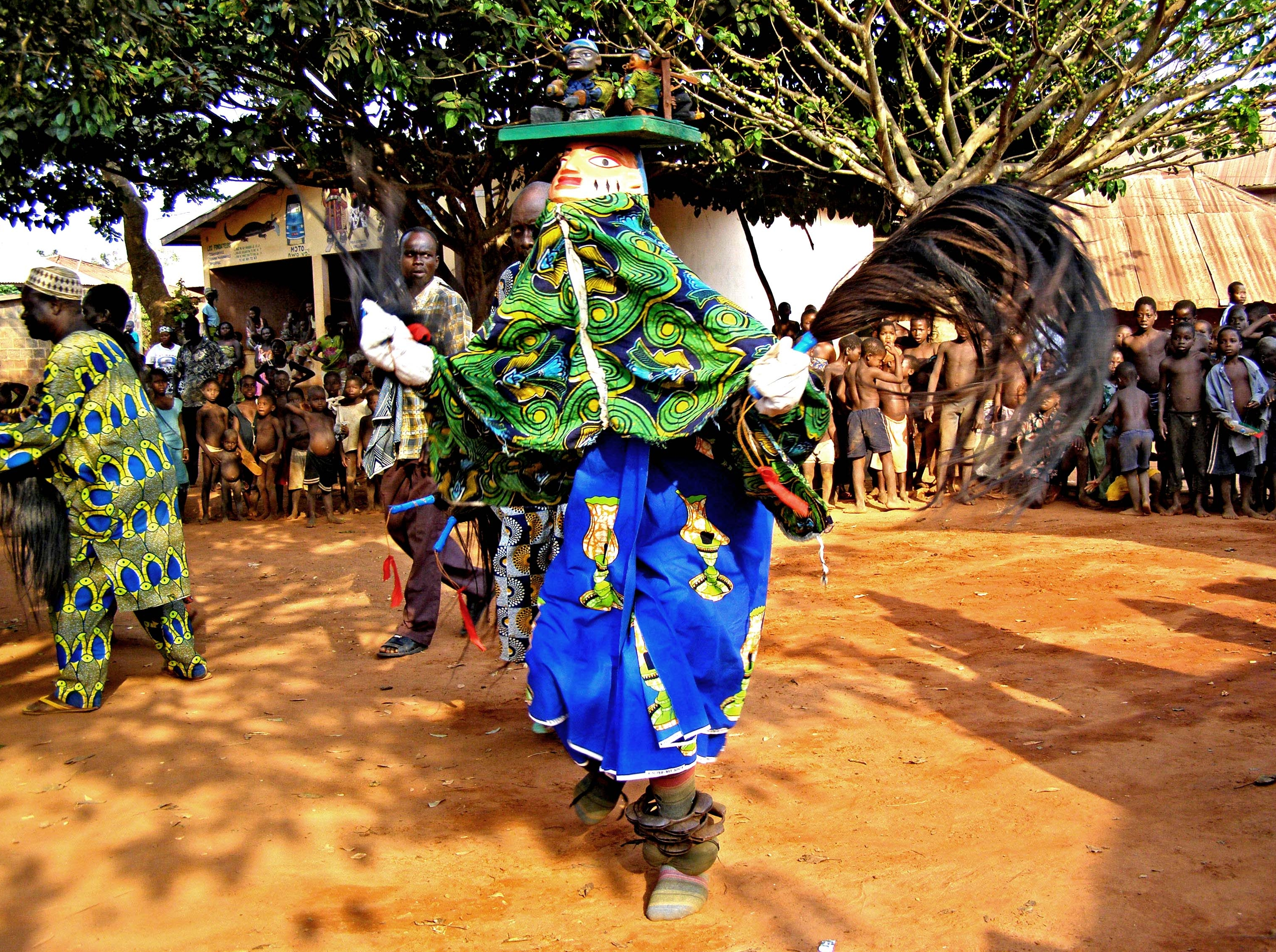
Cérémonie Gèlèdé à Cové au Bénin en 2006

La ville de Kétou est considérée par toutes les sources connues comme la cité de naissance de la pratique de masque Gèlèdè. Les origines de cette pratique de masque remonteraient également presque aussi loin dans le temps que la fondation du royaume de Kétou.
À Kétou, le Gèlèdè est une société secrète à laquelle on adhère pour se protéger de la mort, de la maladie, pour assurer son épanouissement, la richesse et la fécondité. Le Gèlèdè apparaît comme la réponse de la société à la sorcellerie, cause des calamités telles que les épidémies ou la sécheresse suivant les croyances locales. La femme est la clé qui ouvre la porte à la compréhension du contexte symbolique et rituel du Gèlèdè. En effet, dans la société Yoruba, la femme est censée posséder une force vitale qui présente deux facettes : l'une positive, comme créatrice et protectrice de la vie, douée de la connaissance des pouvoirs curatifs des plantes, force régulatrice garante de l'ordre social et moral ; l'autre négative, destructrice, responsable de la stérilité, de la sécheresse, des épidémies et de la mort. Le Gèlèdè serait le tribut à payer aux pouvoirs mystiques des femmes, dont il faut se protéger et qu'il faut apaiser afin de les transformer en puissance bénéfique pour la société. Pour apaiser les “mères” comme il est coutume de les appeler, les hommes se mettent sur la tête le masque. Avec un foulard léger et une robe à longues manches, ils dissimulent leur physionomie ; ils attachent des grelots aux chevilles et dansent.
À l'origine de la société Gèlèdè est un mythe, qui associe danse de masque et regain de fertilité. Ce mythe rapporte qu'il y avait longtemps, la sorcière Yewajobi, mère de tous les Orisha, ne pouvait plus avoir d'enfant, sans doute parce qu'elle avait fauté. Ne pouvant se consoler de cet état, elle alla trouver le Grand Oracle d'Ife. Dans un premier temps, il lui ordonna un sacrifice. Ce qu'elle fit. Ensuite, Yewajobi, toujours suivant les conseils de l'Oracle, dut se procurer des images de bois et les coiffer ; orner ses bras d'anneaux de métal et danser. Peu de temps après, un petit garçon naquit. On l'appela Èfè, synonyme de joie et de plaisanterie. Puis, s'ensuivit une petite fille. Lorsque celle-ci fut grande, on la nomma Gèlèdè parce qu'elle était très grosse et qu'elle dansait aussi bien que sa mère Yewajobi.
Mais quand Èfè et Gèlèdè voulurent, eux aussi, des enfants, il s'avéra que cela leur était impossible. Gèlèdè alla voir aussi le Grand Oracle d'Ife qui lui prodigua les mêmes conseils que ceux qu'il avait déjà donnés à sa mère Yewajobi. Yewajobi remit alors à sa fille ses anneaux de métal et ses masques. Parée de tous les attributs requis, Gèlèdè dansa.
Combien d'enfants Gèlèdè et Èfè eurent ensemble, l'histoire ne le dit pas, mais elle raconte que depuis, Gèlèdè se coiffe tous les jours d'un bandeau d'étoffe appelé guèlè.

## Masques

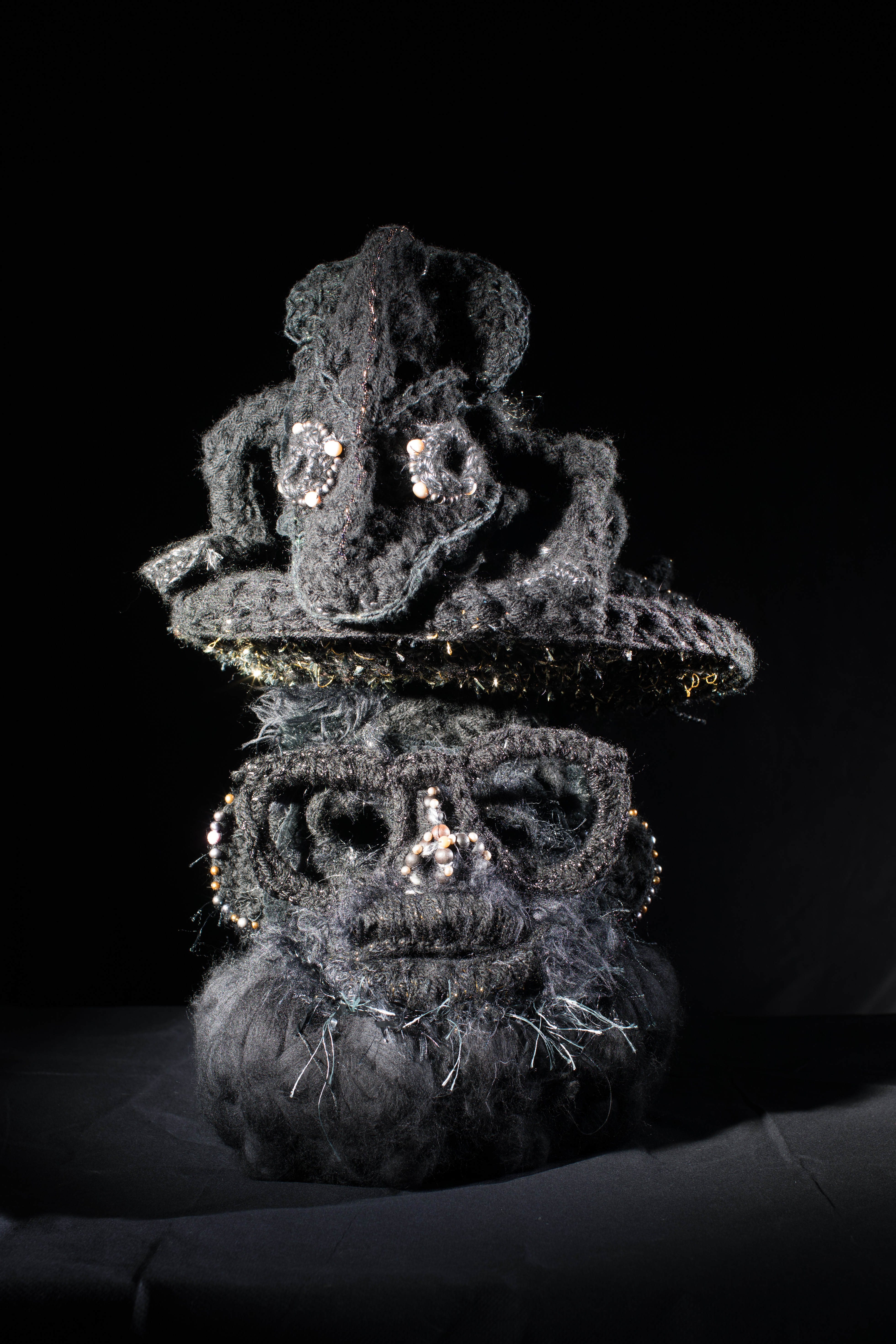
Gèlèdé Textile 2018 de Stephan Goldrajch/ Photo: Myriam Rispens

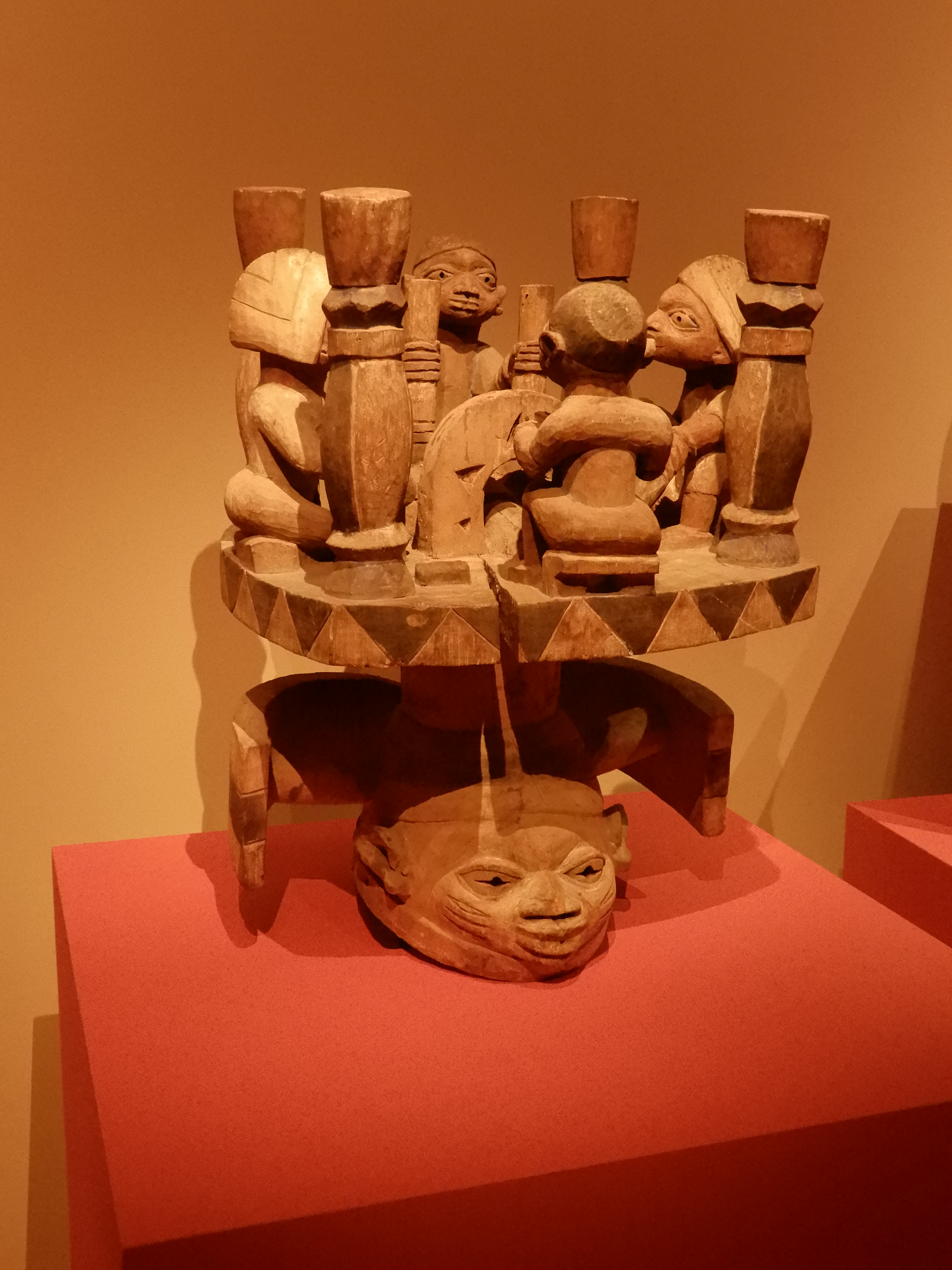
Masque gélédé au musée du Quai Branly 2.

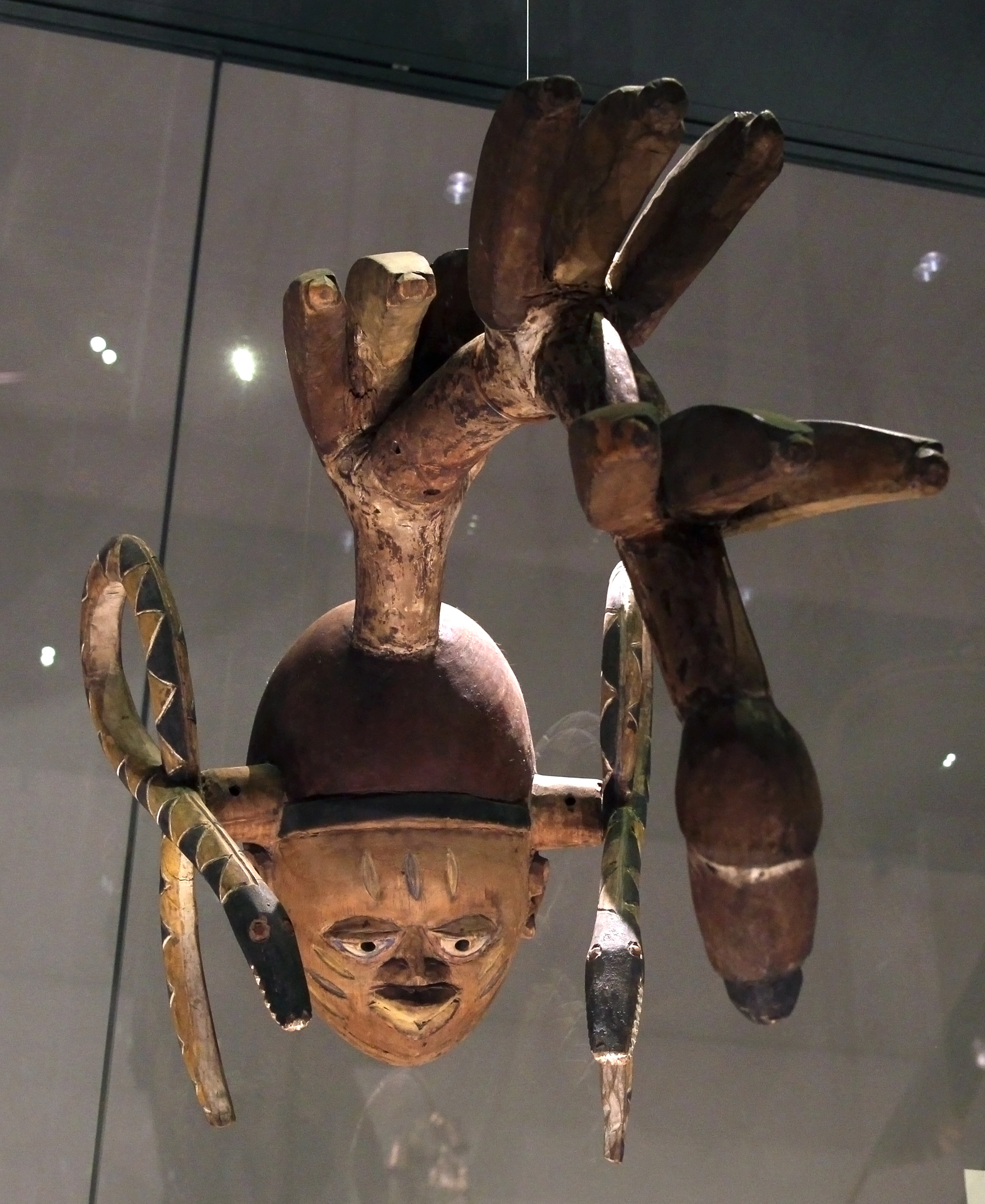
British Museum Room 25 Gelede mask Yoruba people 17022019 5003.

Dans le contexte des masques Gèlèdè, le mot masque peut désigner aussi bien les parties des costumes couvrant le visage que tout le reste du costume. Ainsi, parler de masque Gèlèdè, peut revenir à parler de tout ce qui entre en ligne de compte pour l'habillement des danseurs Gèlèdè. Mais la plupart du temps, le terme "masque Gèlèdè" fait référence uniquement à la partie en bois du costume du danseur.
Les masques sont sculptés par des artistes à partir d'un morceau de bois cylindrique et peints en polychromie.
La plupart des masques ont des caractéristiques communes aux œuvres Yoruba comme les yeux en amande et les trois courtes scarifications sur les joues ou le front qui sont tenus en haute estime par les Yoruba.
Le masque Gèlèdé est constitué de deux parties. La partie inférieure représente un visage de femme calme sous une forme conventionnelle, simple et statique. La partie supérieure est au contraire très vivante et complexe et liée à la créativité de l’artiste. Elle est le symbole des pouvoirs intérieurs des femmes .
Des figures d'animaux sont souvent utilisées. Le serpent est symbole de pouvoir,
et des qualités féminines (patience et sang froid), mais également le symbole de la vigilance, car selon le proverbe « le serpent dort mais il continue de voir ». L'oiseau est le messager des « mères » et représente les pouvoirs nocturnes maléfiques des sorcières.
L'artiste contemporain Stephan Goldrajch s'inspire de ce modèle de masques pour mettre en avant le Patrimoine Africain.

## Musique
Le principal genre musical utilisé pour les chants des cérémonies Gèlèdè est l'Oriki. La musique Oriki est à la fois musique et poésie. La danse est accompagnée par un orchestre composé de quatre tam-tams de tailles différentes :
- « Iya Ilu » : tambour mère ;
- « Ako Ilu » : tambour mâle ;
- « Omélé Abo » : tambour d'accompagnement femelle ;
- « Omélé Ako » : tambour d'accompagnement mâle.

## Cérémonie
Au début, les joueurs de tambours sont au milieu de la place et les enfants dansent autour d'eux. Le premier masque est Ogbagba, le messager des dieux, il fait deux apparitions : L'une où il a l'aspect d'un jeune, avec un bonnet blanc et une jupe de raphia, et quelques minutes plus tard il revient en danseur d'âge mûr avec une jupe de feuilles de bananier et des bracelets (Chawolos) aux chevilles.
Ogbagba est la représentation de la divinité de Eshou Elegba.
Le masque suivant est Agbena (le porteur de feu). Il porte un pot de feu sur la tête suivi immédiatement par Apana (celui qui éteint le feu). Lorsque Apana éteint le feu, toutes les lumières s'éteignent afin de préparer la venue du masque d'Iya.
Seul masque vraiment secret, il est la représentation d'Iyalashé (la prêtresse : patronne du culte). Le masque est caché par un long voile blanc et le visage du danseur est visible. Les grandes mères (Ajé ou Iyami) sont priées de descendre parce que la grande mère Iya est satisfaite des membres de la société.
Ensuite Tétèdè sort : C'est le chanteur parmi les masques. Il a pour rôle de faire l'éloge des mères "aou Iya wa". En les appelant, ils préparent l'arrivée d'èfè le danseur principal de la nuit. Le masque se tient à la porte de la hutte d'Iyalashé avec devant lui Aruba qui s'agenouille avec une calebasse contenant un oiseau censé protéger èfè.
Au troisième appel de tétèdè, èfè sort et il glorifie les ancêtres qui ont porté les masques avant lui. Il dansera jusqu'à l'aube. On dit que la fin de la cérémonie est le moment où Odua monte sur la tête de la prêtresse.

### Filmographie
- (en) Gelede : a Yoruba masquerade, film documentaire de Francis Speed, Peggy Harper, Royaume-Uni, 1970 (réédité), 30 min. (BNF 42771442).
- (fr) Paroles de Gèlèdè, film documentaire de Cyrill Noyalet et Damien Mandouze, France-Bénin, 2012, 26 min.
- (fr) Le secret des iyas, film documentaire de création de Cyrill Noyalet, France-Bénin, 2014, 52 min  (Mention spéciale du jury Quintessence 2015)